# Херварт Валден
Херварт Валден (на немски: Herwarth Walden; истинско име - Георг Левин (на немски: Georg Lewin), роден на 16 септември 1879 г. в Берлин – на починал 31 октомври 1941 г. в Саратов, СССР) е германски художник-експресионист, музиколог, литературен и арт критик, галерист, писател, издател. Нареждан сред най-важните откриватели и промоутъри на германското авангардно изкуство в началото на ХХ век.